# 萨沙·卢基奇
萨沙·卢基奇（1996年8月13日—），塞尔维亚男子足球运动员，司职中场。他曾代表塞尔维亚国家队参加2022年国际足联世界杯，结果队伍止步小组赛阶段。現効力富勒姆。